# 'O marenariello/Ll'arte d' 'o sole
Canzoni napoletane classiche:  'O marenariello/Ll'arte d' 'o sole, pubblicato nel 1964, è un singolo del cantante italiano Mario Trevi.

## Storia
Il disco contiene due brani classici interpretati da Mario Trevi. 
Una serie di singoli che andranno a formare l'album Canzoni classiche napoletane, del 1965. Una breve antologia sulla canzone classica napoletana.

## Tracce
Lato A
- 'O marenariello  (Ottaviano-Gambardella)

Lato B
- Ll'arte d' 'o sole (Capaldo-Gambardella)

## Incisioni
Il singolo fu inciso su 45 giri, con marchio Durium- serie Royal (QCA 1328).
Direzione arrangiamenti: M° Eduardo Alfieri.